# Grand Prix World Championship
Le Grand Prix World Championship (GPWC) est une association qui a été fondée en 2002 par les écuries de Formule 1 Ferrari, Mercedes, BMW et Renault.
GPWC est un groupe de pression qui menace Bernie Ecclestone de fonder une compétition concurrente à la Formule 1 si celui-ci n'accepte pas de répartir d'une manière plus équitable les bénéfices que tire sa société SLEC Holdings des courses de F1.